# یواس‌اس شلبارک (ای‌ان-۶۷)
یواس‌اس شلبارک (ای‌ان-۶۷) (به انگلیسی: USS Shellbark (AN-67)) یک کشتی بود که طول آن ۱۹۴ فوت ۶ اینچ (۵۹٫۲۸ متر) بود. این کشتی در سال ۱۹۴۳ ساخته شد.